# Erkibiskupslén
Das Erkibiskupslén (Erzbischöfliche Pfründen) war ein kirchliches Gebiet, dass direkt unter Autorität des Erzbischofs von Nidaros stand. Es handelte sich um einige der einträglichsten kirchlichen Pfründen. Sie wurden Priestern vom Erzbischof von Nidaros als Lehen übergeben und sie finanzierten hierüber ihren Lebensunterhalt. Teilweise vergab der Pfarrer wiederum als Afterlehen. Die Bischöfe von Hólar bzw. Skálholt wurde meisten an der Entscheidung über die Vergabe dieser Lehen beteiligt. 
Die Regelung entstand nach Staðamál síðari, der zweiten Auseinandersetzungen über die kirchlichen Domänen, 1300 und ging mit der Reformation um 1540 unter.
Beispiele waren:
- Breiðabólstaður in Fljótshlíð
- Oddi in Rangárvöllum
- Hítardalur
- Breiðabólstaður in Vesturhópi
- Grenjaðarstaður in Aðaldal